# ویلارد وارنر
ویلارد وارنر (به انگلیسی: Willard Warner) سناتور سابق عضو حزب جمهوری‌خواه ایالات متحده آمریکا بود. وی در سال ۱۸۶۸ تا ۱۸۷۱ میلادی سناتور ایالت آلاباما در سنای ایالات متحده آمریکا بود.